# Chulachak Chakrabongse

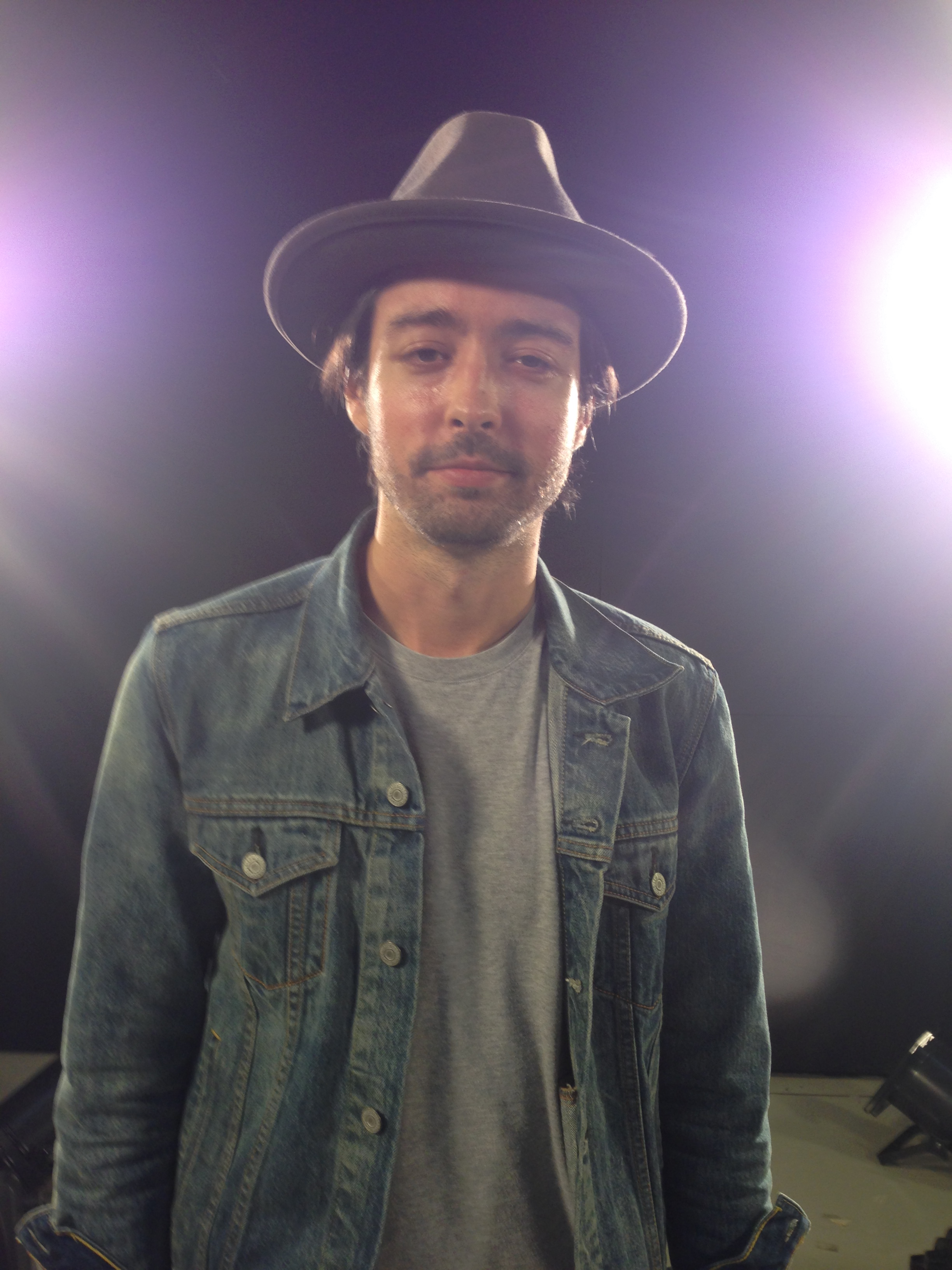
Chulachak Chakrabongse (2014)

Chulachak Chakrabongse (Thai: จุลจักร จักรพงษ์, RTGS: Chunlachak Chakkraphong; Aussprache [t͡ɕunláʔt͡ɕàk t͡ɕàkrápʰoŋ]; auch Hugo Chula Alexander Levy oder Hugo Chakrabongse Levy; * 6. August 1981 in London, England) ist ein britisch-thailändischer Schauspieler und Sänger.
Chulachak ist der Sohn der thai-britischen Schriftstellerin und Verlegerin Mom Rajawongse Narisa Chakrabongse, die von der thailändischen Königsfamilie abstammt, und des Briten Allen Levy. Prinz Chula Chakrabongse war sein Großvater. Er wuchs in London und Bangkok auf, entschied sich früh für eine künstlerische Laufbahn und wirkte schon in jungen Jahren in thailändischen Seifenopern als Darsteller mit, die aber allesamt international kaum Beachtung fanden. Erst durch die Hauptrolle des Sun in dem Horrorfilm 999 – Final Destination Death aus dem Jahr 2002, konnte er als Darsteller erste internationale Reputationen ernten.
In Thailand ist er abseits der Schauspielerei auch ein gefragter Sänger, der mehrere Alben veröffentlichte und sich auch politisch engagiert. So protestierte Chulachak Anfang 2006 mit seiner Band Siplor (Thai: สิบล้อ) neben anderen namhaften thailändischen Musikern wie etwa der Band Carabao musikalisch gegen den damaligen Premierminister Thaksin Shinawatra, indem die Künstler gemeinsam einen Sampler produzierten. Im Jahr 2011 veröffentlichte er unter dem Mononym Hugo sein erstes Soloalbum Old tyme religion, das u. a. ein Cover des Jay-Z-Songs 99 Problems im Bluegrass-Stil enthält.
Seit 2009 ist er mit der Schauspielerin Tasanawalai Ongartittichai verheiratet.

## Alben
- 2011: Old Tyme Religion
- 2014: Deep in the Long Grass
- 2017: ดำสนิท